# Frankrikes kommuner

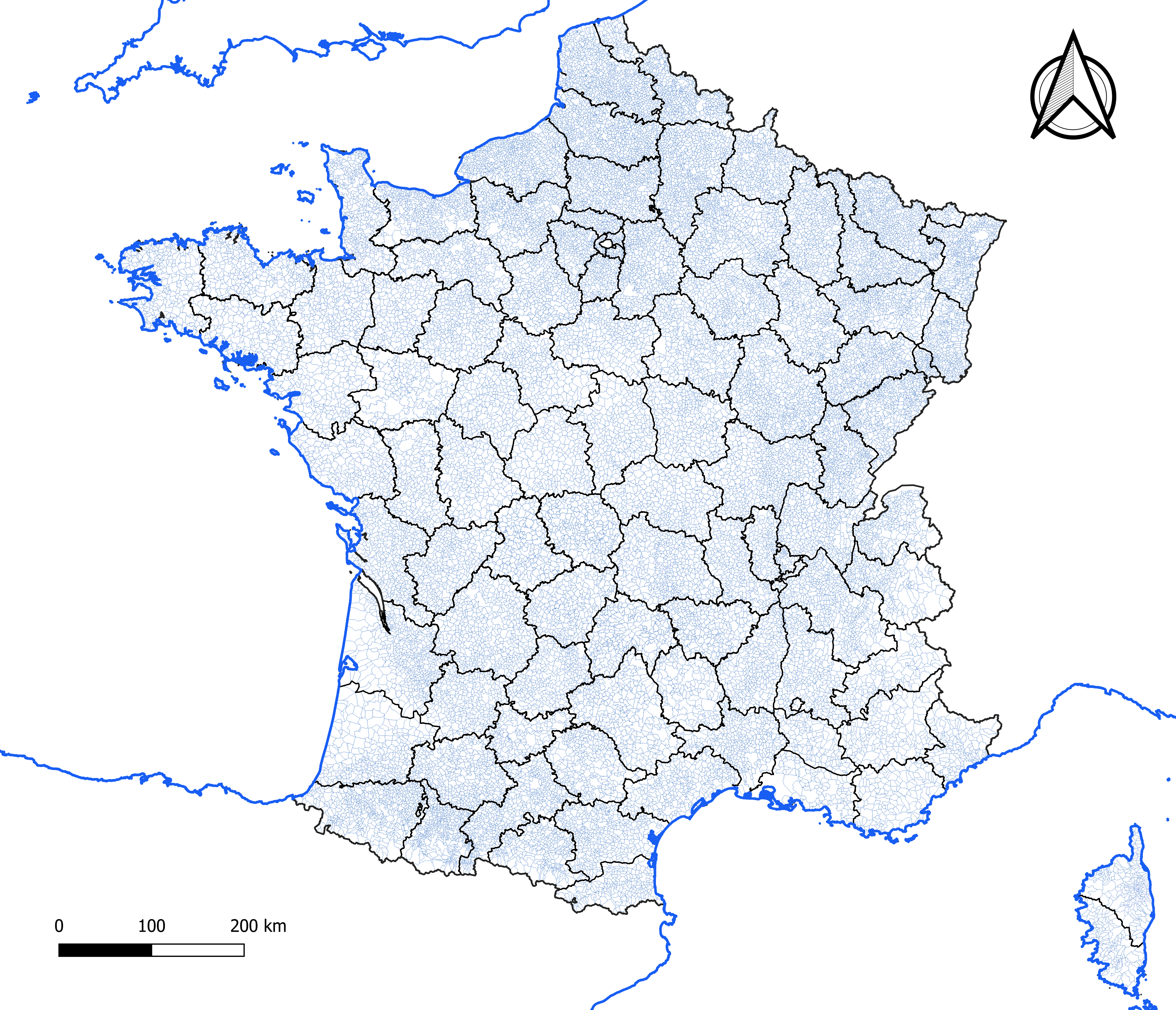
Karta över kommunindelning i Egentliga Frankrike den 1 januari 2020.

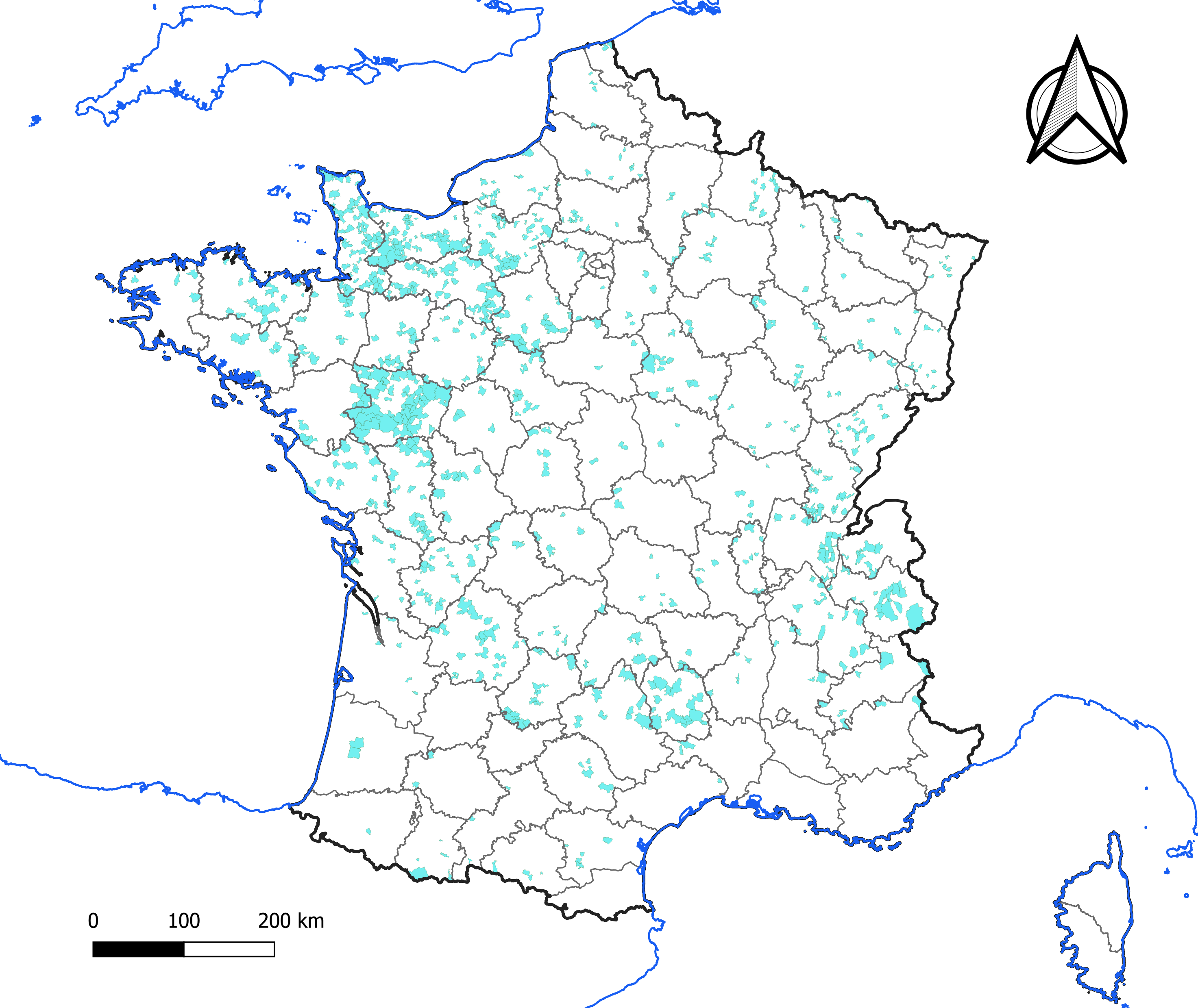
Karta över de nya kommuner (i turkos) som bildats mellan 2015 och 2020.

Kommunen (franska: commune [kɔmyn]
 ( lyssna), pluralis: communes) är den minsta administrativa indelningen i Frankrike. Den 1 januari 2024 fanns 34 806 kommuner i Egentliga Frankrike (France métropolitaine), 129 i de utomeuropeiska departementen (département d'outre-mer) och 83 i de övriga utomeuropeiska områdena (France d'outre-mer). En fransk kommun kan vara en storstad med 2,1 miljoner invånare som Paris, en småstad med 10 000 personer, eller bara en liten by på 10 personer.
Antalet kommuner har minskat något från 36 569 år 2007 till 34 806 år 2024 i Egentliga Frankrike. Detta till följd av kommunsammanslagningar på flera håll under 2010- och 2020-talen.

## Historia
Före revolutionen 1789 var paroisse (socken, församling) den minsta enheten i Frankrike. Det fanns uppemot 60 000 av dem i riket. En socken bestod typiskt av kyrkan med kyrkbyn och omgivande jordbruksmark. Det stora antalet socknar hänger ihop med befolkningens storlek: Frankrike var med omkring 25 miljoner invånare i slutet av 1700-talet Europas folkrikaste land, att jämföra med sex miljoner i England och två miljoner i Sverige. Om den franske monarken sades, att han regerade över "ett land med hundra tusen kyrktorn".
Den 14 juli 1789, på kvällen efter stormningen av Bastiljen, upprättades Pariskommunen i Paris stadshus, Hôtel de ville, som ersättning för stadens gamla styrelse. Ett medborgargarde upprättades för att skydda kommunen. I många franska städer följdes exemplet från Paris, och egna kommuner och medborgargarden upprättades. Den 14 december utfärdade Frankrikes nationalförsamling en lag som inrättade kommunen som den minsta administrativa enheten i landet. Lagen stödde dessa självständigt skapade kommuner, men också bildandet av fler kommuner. Idén var högst revolutionär: inte bara i städer, utan också i landsbygdssocknarna bildades kommuner. Frankrike fick nu, utan några undantag, en enhetlig administrativ indelning: riket indelades i departement, som vart och ett indelades i ett antal arrondissement, som indelades i kantoner, som indelades i kommuner.